# Louis Girardot
Jean-Louis Girardot Bressant (París, 26 de junio de 1752-Casanare, 1816) fue un militar francés, importante durante la independencia de Colombia.

## Biografía
Primero estudia escultura, que abandona para entrar en la carrera militar a España. En 1782 emigra al Reino de Nueva Granada (que entonces cubre una gran parte de Colombia, Panamá, Venezuela y Ecuador), donde se establece primero en la provincia de Antioquia, luego en Bogotá en 1801. Se enriquece en la explotación de minas de oro y como comerciante.
Se casa con María Teresa de la Rotta en primeras nupcias, luego en 1790 en su segundo matrimonio con María Josefa Díaz del Mazo y Hoyos. Tienen juntos 4 hijas y 3 hijos. De una unión no oficial con Josefa García, nace otro hijo: Pedro Girardot García.
Cuando se firma el Acta de Independencia de Colombia el 20 de julio de 1810, Louis Girardot apoya la causa separatista, que triunfaría con la creación de la Gran Colombia 3 años después. Durante los años 1813-1814, se une a las tropas de Simón Bolívar, con sus hijos Atanasio y Pedro, quienes murieron en combate: Atanasio Girardot se convierte principalmente en un héroe de la Guerra de la Independencia bajo las órdenes de Bolívar.

### Muerte
En 1816, después de que Pablo Morillo y Morillo comienza la reconquista de la Nueva Granada, Louis Girardot se retira a la región de los Llanos de Casanare con las tropas patrióticas lideradas por Manuel Roergas Serviez -otro francés expatriado-, que logran detener los ataques españoles. Louis Girardot es asesinado allí el mismo año por delincuentes creyendo que tenía grandes cantidades de oro (Serviez tiene un destino similar en diciembre).
Durante la represión llevada a cabo por Morillo contra los patriotas, su esposa Josefa Díaz y sus hijas serán procesadas, condenadas al exilio y a la expropiación de todos sus bienes materiales.

## Familia
Su hija mayor, Manuela, contrajo matrimonio con el militar uruguayo Francisco Urdaneta primo del militar venezolano y amigo personal de Simón Bolívar, Rafael Urdaneta. Su segunda hija, María Mercedes, se unió con Francisco Javier Uricoechea y Zornoza; la tercera, Bárbara, se casó con su pariente José María Menéndez Díaz; y la menor de las hijas, Josefa Joaquina, se casó con el capitán Francisco Castro y Peinado y después se unió al español Juan Sordo y Sobrino.
Miguel, Atanasio y Pablo no tuvieron descendencia, ya que los tres murieron jóvenesː Miguel a los 16 años en la batalla del Sombrero, en 1818; Atanasio a los 22 años en la batalla de Bárbula, en 1813; y Pablo siendo un niño.